# Cleonia lusitanica
Cleonia lusitanica – gatunek roślin z rodziny jasnotowatych z monotypowego rodzaju Cleonia. Występuje w południowej części Półwyspu Iberyjskiego (w Portugalii i Hiszpanii) oraz w północno-zachodniej Afryce (od Maroka po Tunezję). Rośnie w suchych murawach, w lukach i na polanach zarośli i lasów z jałowcami i dębami, najczęściej na podłożu gipsowym, ale też na glinach i wapieniach, rzadziej na piaskach i żwirach. W górach sięga do 1400 m n.p.m.

## Morfologia

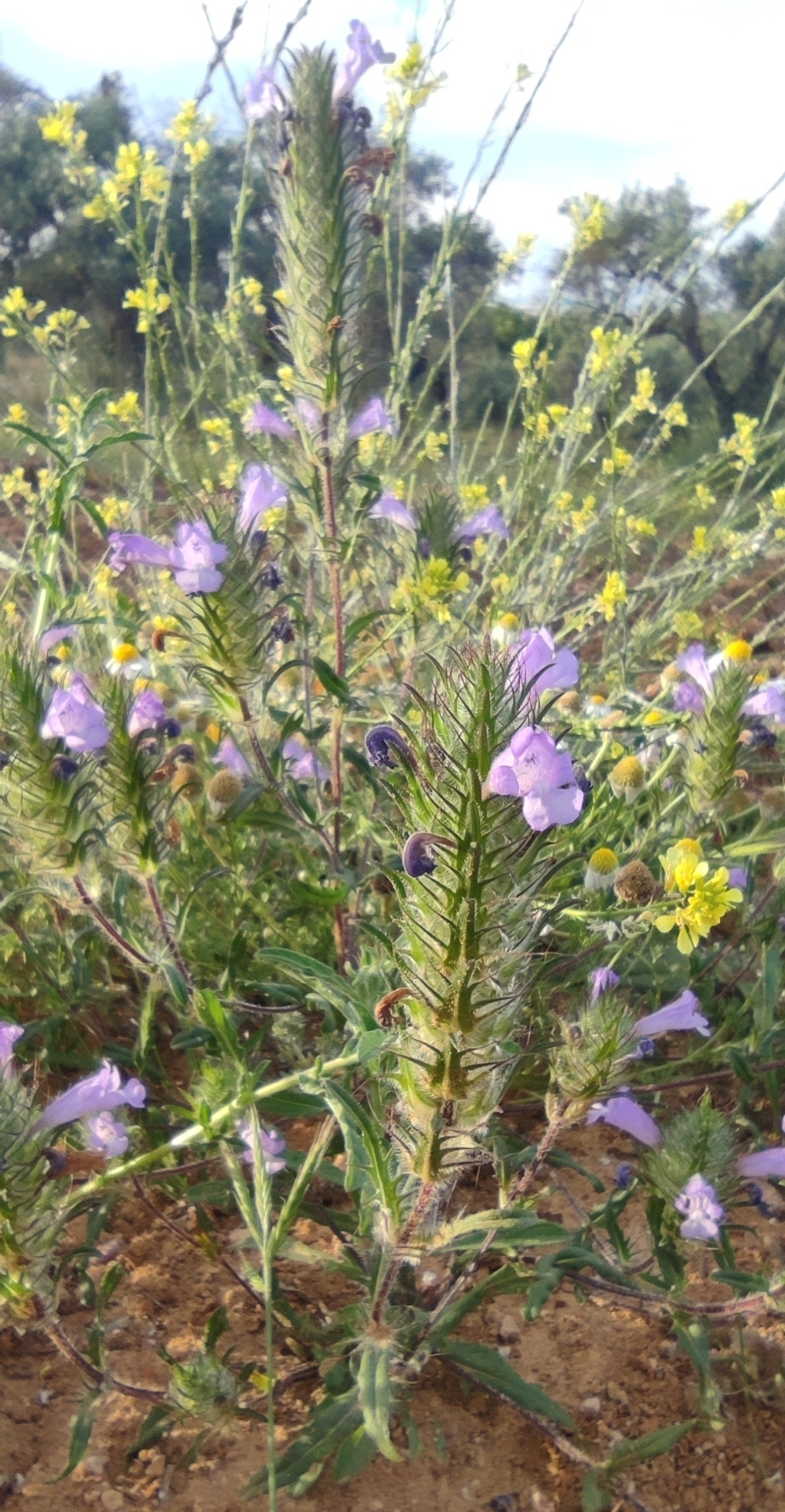
Pokrój

PokrójSłabo aromatyczna roślina jednoroczna. Pęd pojedynczy lub rozgałęziony, owłosiony, o wysokości od kilku cm do ponad 40 cm.
LiścieNakrzyżległe, pojedyncze, o blaszce karbowanej, ząbkowanej do pierzasto klapowanej, o długości do ok. 5 cm i szerokości do ok. 1 cm.
KwiatyZebrane po 6 w wierzchotki tworzące szczytowy, gęsty kwiatostan złożony typu tyrs. W węzłach wyrastają okazałe, ościsto wcinane podsadki. Kielich jest dwuwargowy, dzwonkowaty, z 10 wiązkami przewodzącymi. Korona kwiatu jest dwuwargowa, fioletowo-purpurowa do białawej. Górną wargę tworzy wzniesiona i wycięta na szczycie łatka, dolna łatka środkowa jest zaokrąglona, płasko rozpostarta, biaława. Boczne łatki są zaokrąglone, ucięte, mniejsze. Pręciki są dwusilne, o nagich nitkach i elipsoidalnych pylnikach. Łatki znamienia są cztery, zbliżonej długości.
OwoceNiełupki jajowate, gładkie.

## Systematyka
Pozycja systematyczna
Gatunek i rodzaj z podplemienia Menthinae z plemienia Mentheae i podrodziny Nepetoideae z rodziny jasnotowatych Lamiaceae.